# Unión de Partidos Latinoamericanos
La Unión de Partidos Latinoamericanos o UPLA es la sección latinoamericana regional de la Unión Internacional Demócrata, organización que aglutina partidos conservadores, democristianos, liberales y, en general, de derechas. 
La organización tiene más de 20 años y su más reciente congreso se realizó en Quito, Ecuador, en octubre de 2021.

## Directiva (2021-2023)
La directiva elegida en la asamblea general de Quito, Ecuador en octubre de 2021 y se compone por:
- Presidente: Julián Obiglio
- Vicepresidentes: Andrea Ojeda Miranda, Álvaro Arzú Escobar, Guido Chiriboga High, Anibal Zapattini
- Director Ejecutivo: Nicolás Figari.

## Miembros
Dentro de la organización se encuentran partidos políticos de distintos países:
| País                 | Logo | Partido político                                 | Fundación |
| -------------------- | ---- | ------------------------------------------------ | --------- |
| Argentina            |      | Propuesta Republicana                            | 2005      |
| Bolivia              |      | Movimiento Demócrata Social                      | 2013      |
| Bolivia              |      | Unidad Cívica Solidaridad                        | 1989      |
| Brasil               |      | Unión Brasil (exDemócratas)                      | 2021      |
| Chile                |      | Renovación Nacional                              | 1987      |
| Chile                |      | Unión Demócrata Independiente                    | 1983      |
| Colombia             |      | Partido Conservador Colombiano                   | 1849      |
| Colombia             |      | Centro Democrático                               | 2013      |
| Costa Rica           |      | Partido Republicano Social Cristiano             | 2014      |
| Costa Rica           |      | Partido Unidad Social Cristiana                  | 1983      |
| Cuba                 |      | Partido Demócrata Cristiano (Cuba)               | 1991      |
| Cuba                 |      | Asamblea de la Resistencia Cubana                | 1998      |
| Ecuador              |      | Partido Social Cristiano                         | 1951      |
| Ecuador              |      | Movimiento CREO                                  | 2012      |
| El Salvador          |      | Alianza Republicana Nacionalista                 | 1981      |
| Guatemala            |      | Partido Unionista                                | 2002      |
| Guatemala            |      | Partido Valor                                    | 1994      |
| Honduras             |      | Partido Nacional de Honduras                     | 1902      |
| Nicaragua            |      | Partido Conservador de Nicaragua                 | 1851      |
| Panamá               |      | Cambio Democrático                               | 1998      |
| Paraguay             |      | Asociación Nacional Republicana-Partido Colorado | 1887      |
| Perú                 |      | Partido Popular Cristiano                        | 1966      |
| Perú                 |      | Fuerza Popular                                   | 2010      |
| República Dominicana |      | Partido Reformista Social Cristiano              | 1963      |
| República Dominicana |      | Fuerza Nacional Progresista                      | 1980      |
| Venezuela            |      | Proyecto Venezuela                               | 1998      |
| Venezuela            |      | Encuentro Ciudadano                              | 2018      |